# Posadowsky Glacier (glaciär i Antarktis)
Posadowsky Glacier är en glaciär i Antarktis. Den ligger i Östantarktis. Australien gör anspråk på området. Posadowsky Glacier ligger 1 meter över havet.
Terrängen runt Posadowsky Glacier är kuperad söderut, men norrut är den platt. Havet är nära Posadowsky Glacier åt nordost. Trakten är obefolkad. Det finns inga samhällen i närheten.